# Жолобова, Мария Викторовна
Мари́я Ви́кторовна Жо́лобова (род. 5 сентября 1989) — российский журналист-расследователь. Журналистка издания «Важные истории». Соосновательница и бывшая журналистка издания «Проект». Бывшая ведущая телеканала «Дождь».

## Образование
Окончила Институт журналистики и литературного творчества в Москве, получив степень магистра.

## Карьера
Работать начала в газете «Коммерсантъ», где была новостным редактором. В сентябре 2013 года «Коммерсант» отправил Жолобову на лекцию Дмитрия Пескова, пресс-секретаря президента России Владимира Путина. На лекции Песков заявил, что Путин не произносит имя российского оппозиционера Алексея Навального, чтобы не сделать Навального популярным. Жолобова опубликовала это на сайте «Коммерсанта» и была уволена, а её статья удалена, поскольку выяснилось, что лекция была непубличной.
Позже работала в Esquire и Slon (Republic). В 2014 году присоединилась к РБК. Ушла из РБК в 2016 году и перешла на телеканал «Дождь». На «Дожде» составляла и вела программу Fake News («Фальшивые новости»), где рассказывала о неточностях в репортажах российских средств массовой информации. Расследовала различные темы, от проблем инфраструктуры и преступности в России до ближнего круга Путина и скрытых активов государственных служащих. В августе 2018 года Жолобова перешла из «Дождя» в «Проект», российский стартап, созданный по образцу американской некоммерческой организации ProPublica.
В августе 2017 года на «Дожде» вышел первый эпизод сериала «Питерские», в котором рассказывалось о российском предпринимателе и знакомом Путина Илье Трабере и его предполагаемых связях с преступностью. В частности, в эпизоде о Трабере говорилось о «так называемом короле бандитского Петербурга». Жолобова была одним из авторов эпизода. В 2017 году в России было возбуждено уголовное дело о клевете на Трабера, по которому Жолобова проходила как свидетель. 29 июня 2021 года российская полиция провела у неё в квартире в Москве обыски, изъяв компьютеры, телефоны, карты памяти и сим-карты, а после отвезла её на допрос. За день до обысков была анонсирована публикация расследования Жолобовой о предполагаемых коррупционных схемах Владимира Колокольцева, министра внутренних дел России. Правозащитные организации «Международная федерация журналистов», «Комитет защиты журналистов», «Европейская федерация журналистов», «Профсоюз журналистов и работников СМИ», «Коалиция женщин в журналистике» и Amnesty International осудили обыски.
15 июля 2021 года прокуратура России объявила «Проект» «нежелательной организацией». После этого Жолобова уехала в Тбилиси, Грузия.

## Награды
Журналистская премия «Редколлегия»:
- Август 2017 года: за сериал «Питерские. Отец и сын. Авторитет из 90-х, с которым знаком Путин: тайная бизнес-империя Ильи Трабера», опубликованный на «Дожде»[20][21].
- Февраль 2020: за статью «Шоссе в никуда»[22].
- Июль 2020: за статью «Братья Ltd. Расследование о том, как зарабатывают Рамзан Кадыров и Адам Делимханов»[23].
- Декабрь 2022: за статью «Запад запретил продавать России комплектующие для производства оружия. Но она их успешно покупает»[24]. В статье рассказывалось о том как Россия покупала и доставляла комплектующие для дронов, использовавшихся во время полномасштабного вторжения России в Украину[25].

Будучи стипендиатом Пола Хлебникова, в апреле—мае 2019 года обучалась в Институте Гарримана Колумбийского университета.
- Сентябрь 2023: совместно с Ириной Панкратовой (The Bell), Светланой Рейтер (Meduza) и Андреем Перцевым (Meduza) за статью «И появилась такая идея — делать фейки»[26], опубликованную в издании «Важные истории».

В 2019 году получила премию «Профессия — журналист» организации «Открытая России» в номинации «Интервью + портрет» за статью «Портрет Алексея Громова, руководителя российской государственной пропаганды», опубликованную в «Проекте».